# 青女房

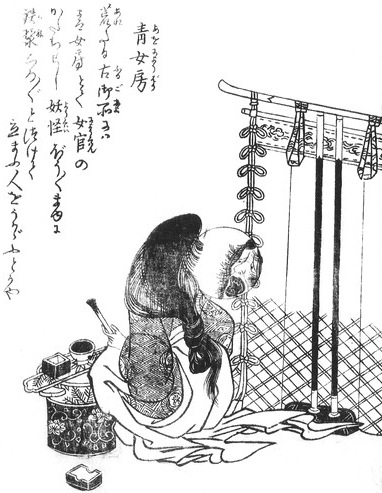
鳥山石燕《今昔百鬼拾遺》中之青女房

青女房（あおにょうぼう），又名青女坊、青女官、青女，日本妖怪，於鳥山石燕《今昔百鬼拾遺》、《百鬼夜行繪卷》（ひゃっきやぎょうえまき）中所提及。

## 簡介
棲身於荒廢之宮廷內殿中，化身為女官的妖怪。模樣為蓬頭黑齒，等待著他人的來訪，於每日不厭其煩的照著鏡子，並仔細化妝。對人類無加害之意圖。